# غربال

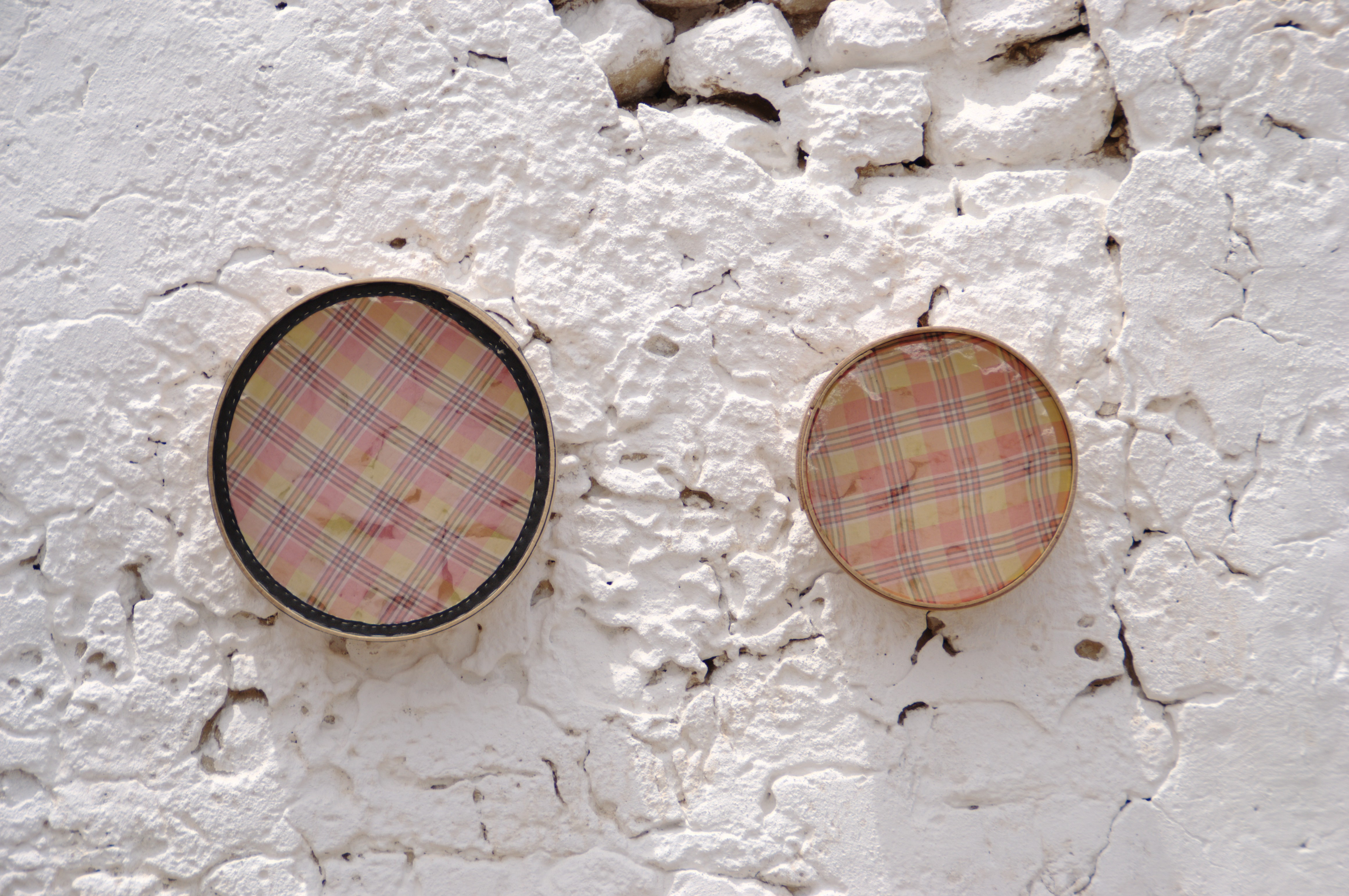
غربالين للدقيق

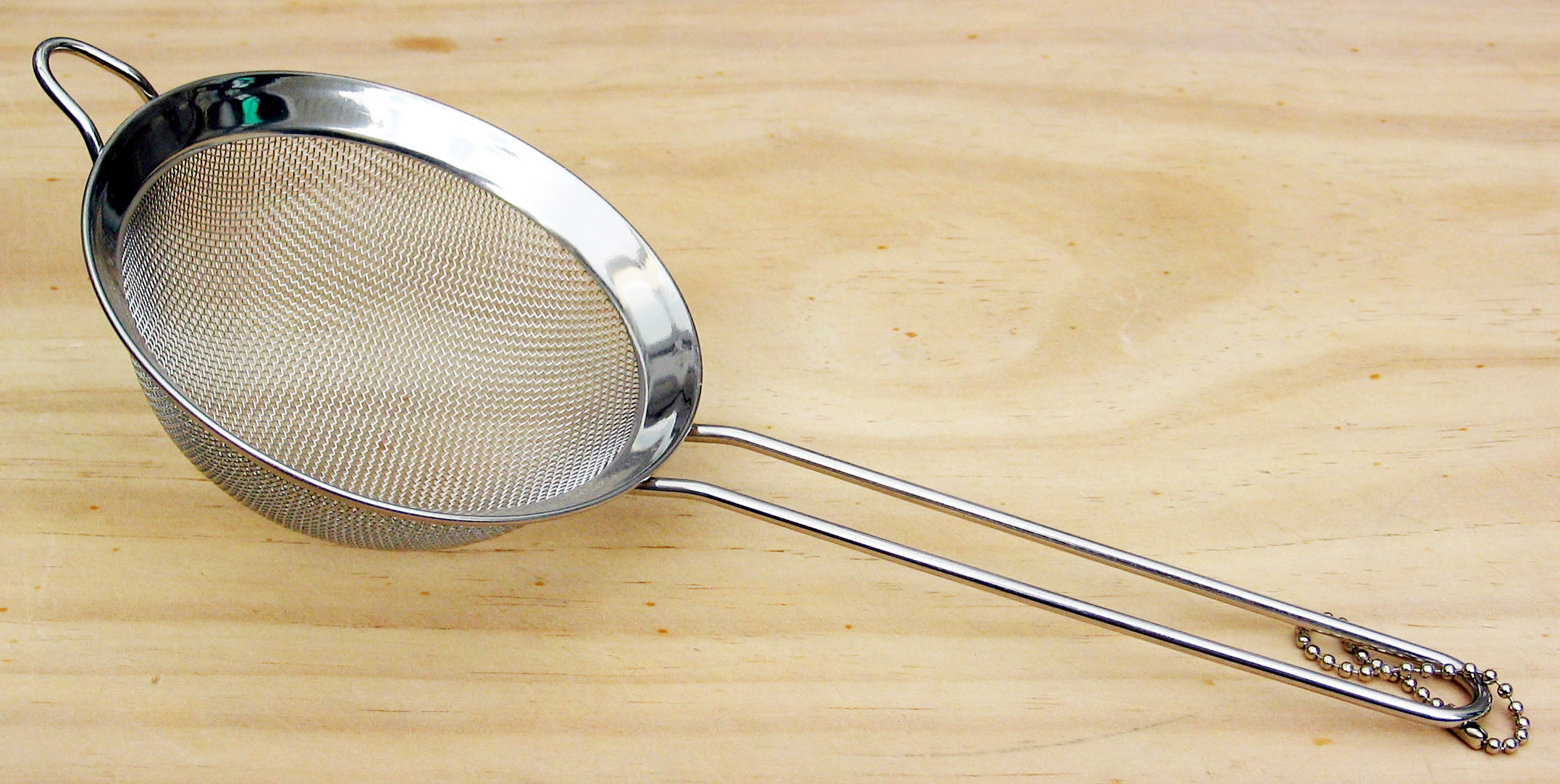
أحد أنواع المصافي المستخدمة في المطبخ.

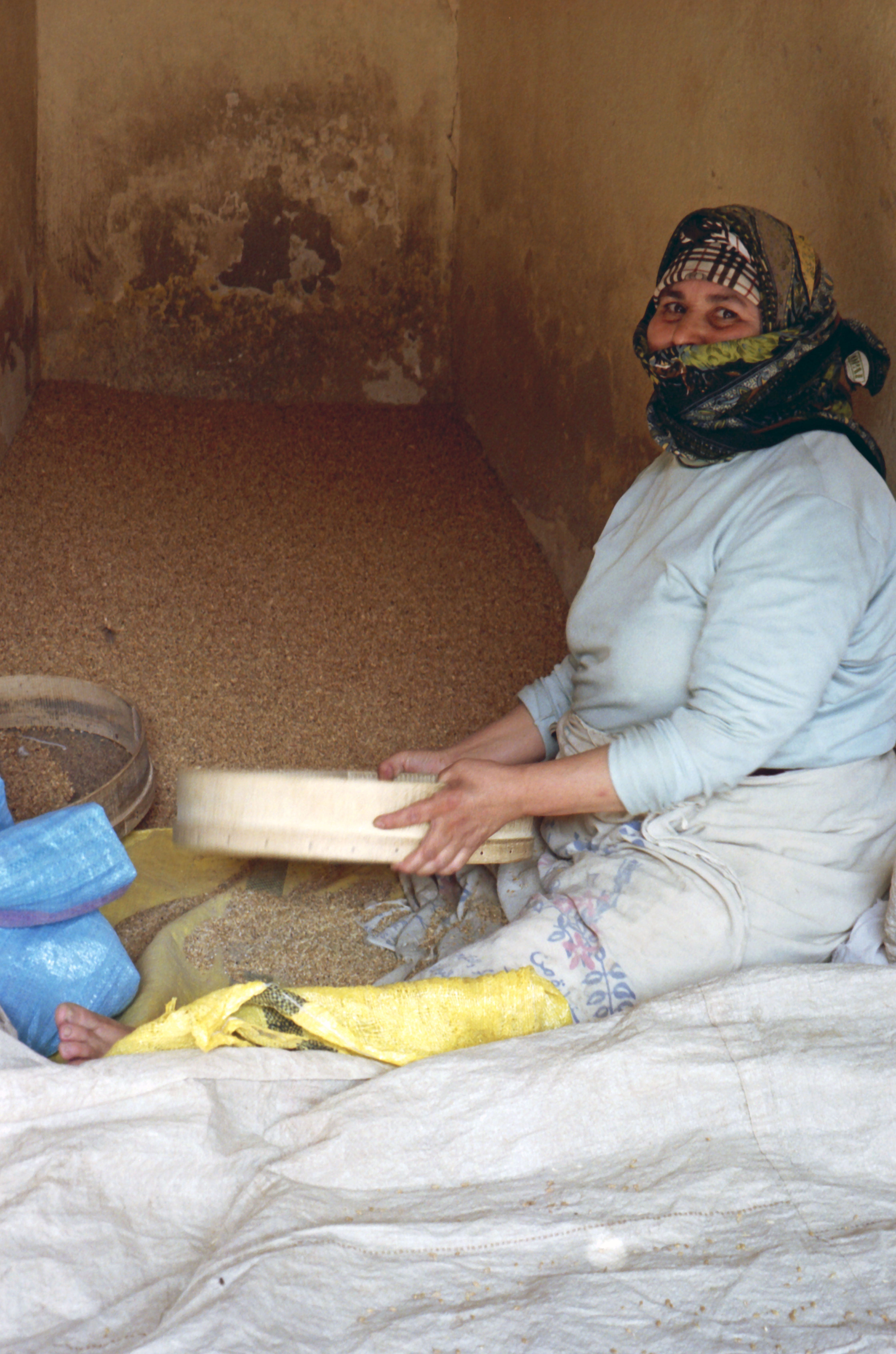
امرأة تستعمل الغربال

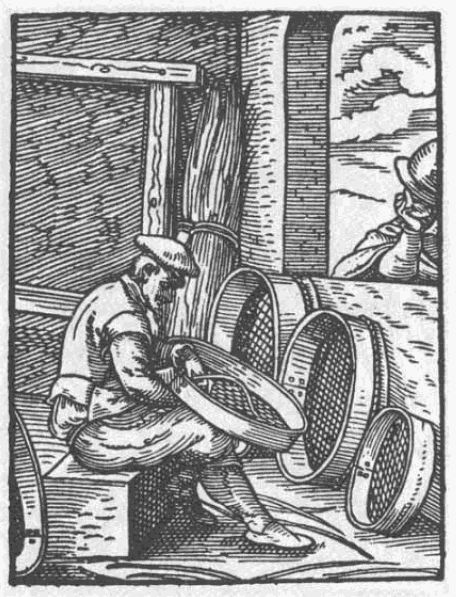
صانع غرابيل في القرن 16

الغِرْبَالُ أو المُنْخُل أو المِبْزَلة هو أداة تسمح بفصل أجزاء من المادة إما لاستخراجها أو للتخلص منها. يتكون من شبكة وإطار لها. ويعتمد عملها على استغلال الشبكة في حجز أجزاء المادة التي لا يمكنها المرور عبر الثقوب التي تشكلها الشبكة.
يوجد من الغرابيل ماهو يدوي وماهو آلي.
جمع كلمة غربال هو غرابيل والفعل المستمد منها هو غربل.
المصفاة بشكل عام هي أداة تستخدم في تصفية المواد المرغوب فيها عن المواد المرغوب عنها، حيث تتكون المصفاة عادة من شبكة أو نسيج آخر يقوم بالتصفية وفصل المواد على حسب أحجام حبيباتها، وعلى الأرجح تكون من أجل فصل المواد الصلبة عن المواد السائلة.

## الاستعمالات
تستعمل الغرابيل بمختلف أحجامها في ميادين شتى أبرزها المطبخ والبناء. تستعمل كلمة غربال في الرياضيات أيضاً وبالتحديد في تحديد لائحة الأعداد الأولية الأصغر من عدد طبيعي ما. أبرز الغرابيل وأقدمها هو غربال إراتوستينس.

## صور

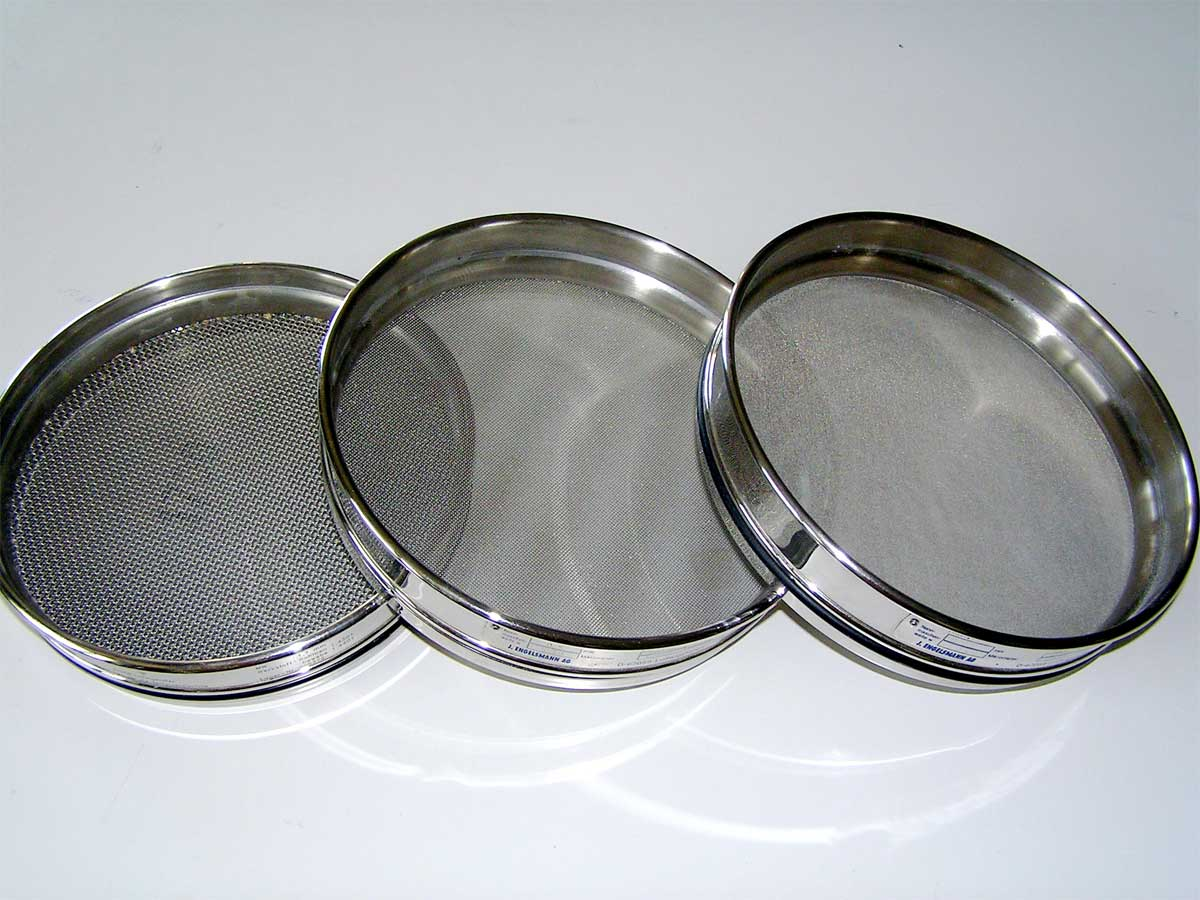
غرابيل معدنية
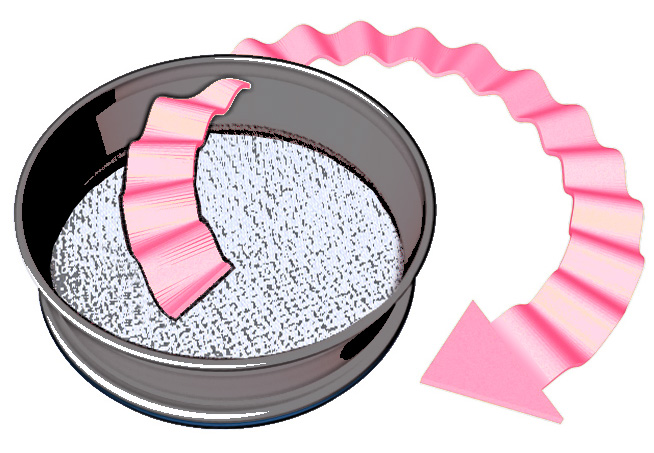
غربلة
مبدأ الغربلة